# Helvar
Helvar (Helvar Oy Ab) Хелвар — фінська компанія, що спеціалізується в галузі електротехніки, та електроніки.. Компанія заснована в 1921 році. Основні заводи розташовані на території Фінляндії.

## Історія Helvar
Helvar заснована в 1921 році як торгова компанія між Гельсінкі і Варшавою (фін. Helsinki-Varsova) звідки назва фірми Helvar (Хелвар).

### Радіо і Телевізори

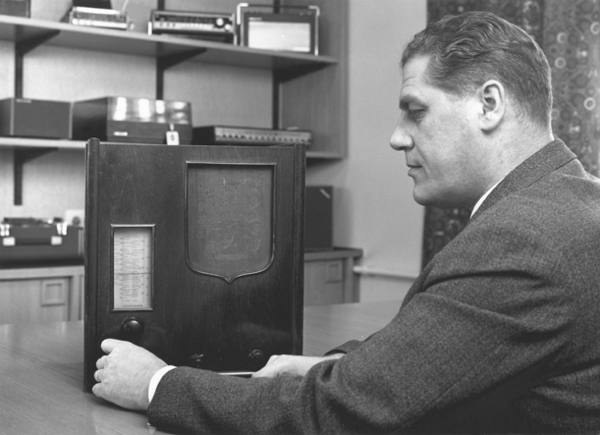
Helvar Super 36-6 Радіо

Helvar змінила свою діяльність під час початку ери радіопередач, 1920-ті роки. З 1920-х років Helvar був одним з піонерів у Фінляндії в секторі виробництва радіоприймачів. У 1937 році коміпанія стала найбільшим виробником радіоприймачів у Фінляндії. У 1938 році компанія відкрила свій завод у Пітаянмякі, Гельсінкі. 
Потім, у 1950-х роках люди починали захоплюватися новою технологією — телевізором. Компанія Helvar швидко адаптувалась до нової технології та почала виробництво телевізорів. Телевізори продавалися як у Фінляндії,  так і на експорт. З появою кольорових телевізорів Helvar вирішила концентруватися на виробництво компонентів для світильників. 

### Освітлення
Presidentti Jeltsinin kirjaston käytävävalaistus.JPG
Освітлення зробило великий крок вперед у 1930-ті роки, коли в США винайшли люмінесцентні лампи. Маючи достатній технологічний досвід роботи з радіолампами, Helvar була в змозі розпочати виробництво непоганих  дроселів, необхідних  для люмінесцентних ламп. У 1949, в Helvar був сформований електротехнічний відділ і почалося виробництво дроселів для люмінесцентних ламп на заводі в Гельсінкі. Потроху новий тип освітлення став надзвичайно популярним, замінивши собою освітлення в офісах, заводах і фабриках.
З 1965-го по 1974-й роки виробництво дроселів Helvar зросла у вісім разів. В результаті такого зростання попиту, компанія Helvar побудувала в місті Карккіле, у Фінляндії, найсучасніший завод пуско-регулюючих апаратів у світі в 1973-му році. Завдяки знаменитому духу Карккіли, автоматизації високого рівня та вкладень, зроблених протягом багатьох років, завод до сих пор один з найбільш ефективних і великих в Європі. Також цей завод — єдиний такого типу в Скандинавії. 
Helvar завжди була в авангарді розробок новинок для освітлення. На початку 1980-х років до асортименту додалися електронні ПРА (ЕПРА). Саме в компанії Helvar був розроблений перший у світі керований ЕПРА, за допомогою якого стало можливо регулювати яскравість люмінесцентної лампи. 
У 1966-му році в Helvar починалося виробництво компонентів управління освітленням, а потім і повноцінних системи управління освітлення театрів та конференц-залів.
У рамках розвитку цього напрямку, в 1990-му році Helvar придбала англійську фірму «Electrosonic». 
Сьогодні Helvar — один з найбільших виробників електромагнітних та електронних дроселів в Європі і важливий постачальник систем керування освітленням.
Helvar виробляє і постачає ПРА і ЕПРА виробникам люмінесцентних світильників, які, в свою чергу, використовуються в офісах, торгових центрах, складах, спортивних аренах і багатьох інших об'єктах. 
Нові вимоги щодо енергозбереження вимагають також багато і від управління освітленням, тому провідні європейські виробники компонентів для світильників (Helvar, Osram, Philips) створили в 1999 році новий цифровий відкритий протокол керування комерційним світлом, DALI (= Digital Adressable Lighting Interface). Системи управління освітленням DALI можна легко інтегрувати в інші системи автоматизації та управління будівлями (САіУЗ), наприклад, у LON, EIB, BACNet. Таким чином можна дуже гнучко і просто з одного місця керувати освітленням, кондиціонуванням, опаленням, мультірумом, відеоспостереженням. Подібні рішення  все  більше і більше застосовуються в об'єктах розумного дому та інтелектуальних офісів. Розумний будинок дозволяє власникові котеджу, або квартири, керувати з одного пульта різними системами.
Власне Програмне забезпечення компанії Helvar дозволяє програмувати систему, спостерігати за станом і енергоспоживанням (Helvar Designer).

## Найважливіші продукти

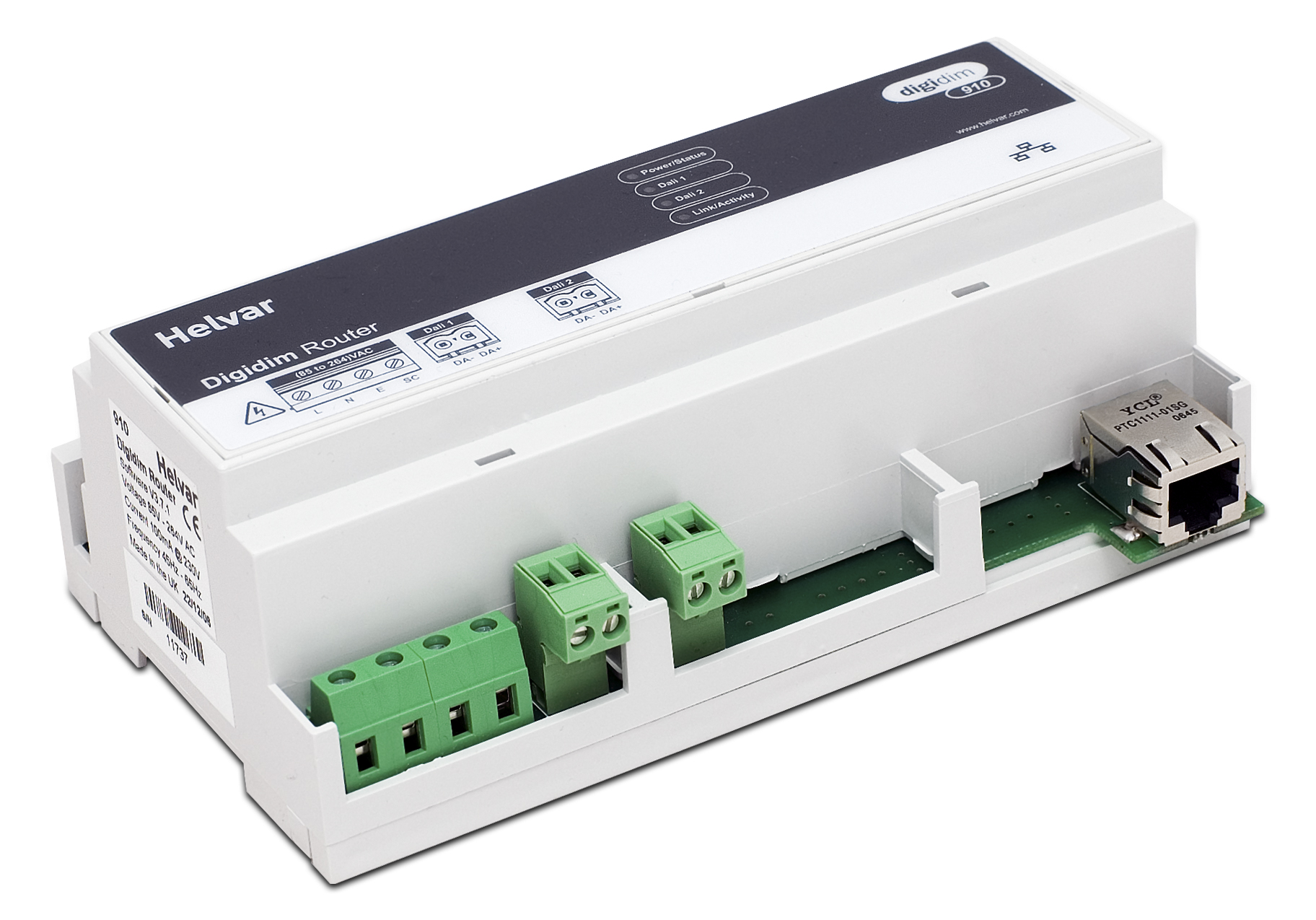
Digidim Рутер — управління освітленням

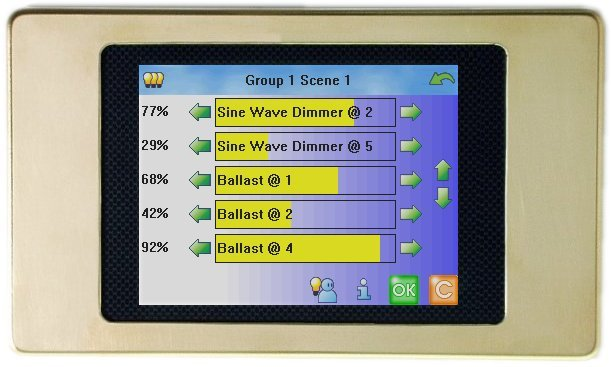
Сенсорна панель 924

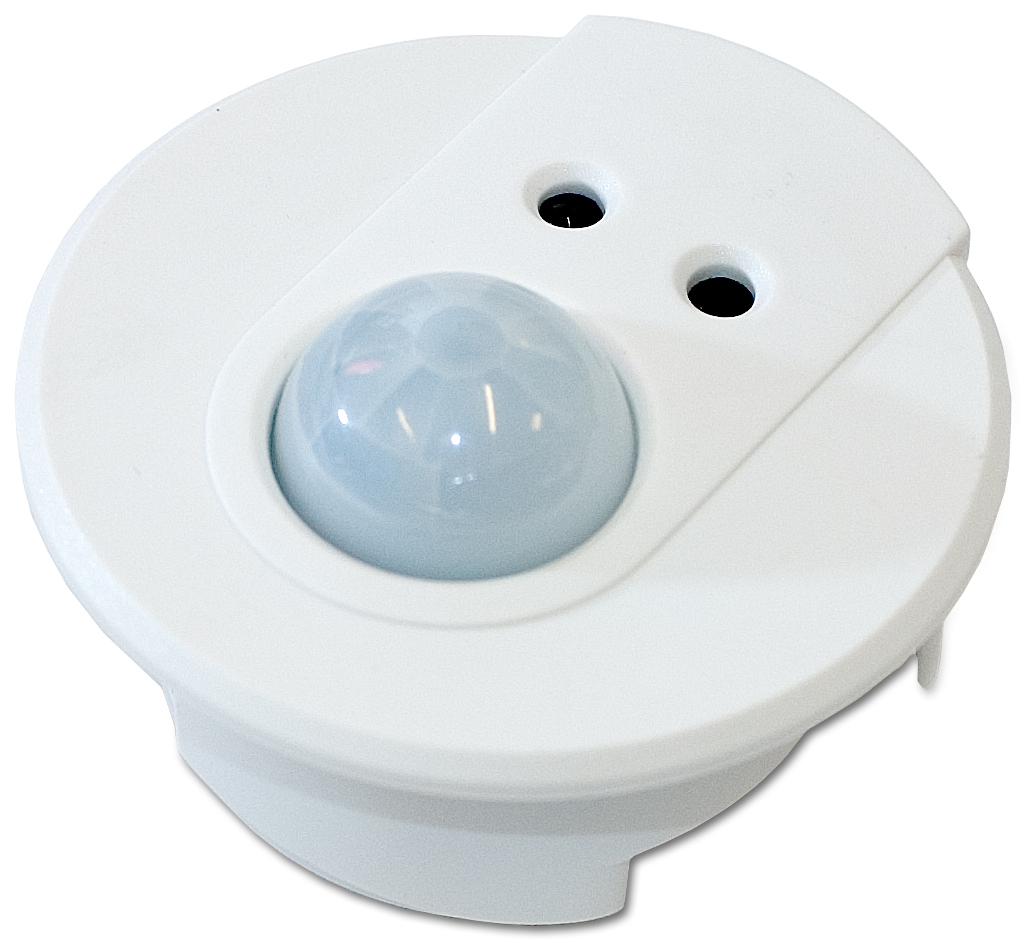
Мультісенсор 312

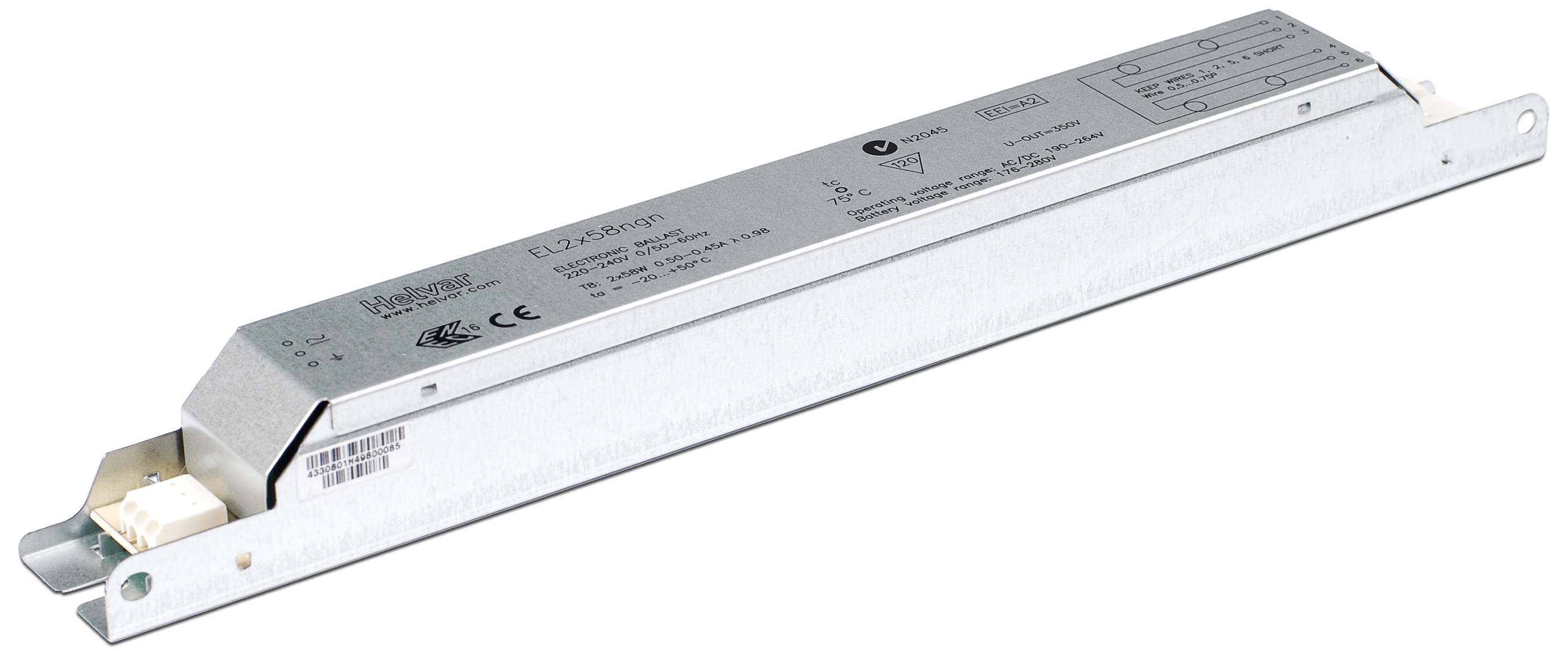
ЕПРА A2-класу

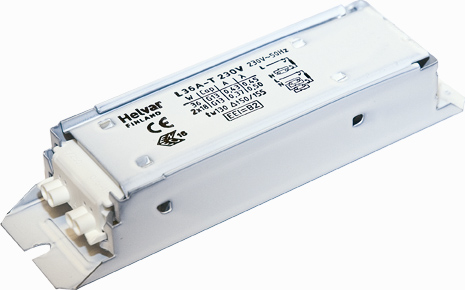
ПРА B2-класу

### Керування освітленням
- iDim — Do You?

- ЖК Сенсорна Панель 924 для розумного будинку, що дозволяє гнучке управління Digidim і Imagine системами.
- Мультісенсор 312: датчик присутності та денного світла,  та ІЧ-приймач ДУ для індивідуального управління освітленням
- Digidim Router 910, який підходить для керування освітленням особливо люмінесцентних світильників. Застосовують  багато в офісах, лікарнях, дитячих садках, школах та спортзалах, в яких правильний рівень освітленості важливий для комфорту. За допомогою його змогли досягати енергносбереження 50-83% у порівнянні зі старими системами освітлення. Дозволяє індивідуальне управління кожного світильника.
- Imagine Router 920 — дозволяє різноманітні управління кожного типу ламп (лампи розжарювання, галогенні, світлодіодні та люмінесцентні лампи). Особливо підходить  для готелів, музеїв, конгрессцентрів, розумних будинків і круїзних лайнерів. Важлива деталь для гнучкого з'єднання з іншими системами автоматизації та управління будівлями (САіУЗ).
- 458-серійні диммери підходять для різних цілей димміювання світлом. 8, 16 і 24 канальні для різного розміру проектів. Можна дімміювати  лампи розжарювання, галогенні та люмінесцентні лампи (1-10В, DSI).
- EL-sc ЕПРА для 1-10В системи. Їх можна управляти в групі або окремо. Можна з'єднати датчик денного світла і тоді світлий час дня датчик зменшує освітленість лампи. Особливо популярне в школьних класах, інститутах і переговорних кімнатах.

Останнім часом замість нього стали нові цифрові ЕПРА по протоколу DALI 
- EL-iDim ЕПРА по DALI-протоколу дозволяють індивідуальне управління кожного світильника, і тому він дуже енергоефективний. Управління освітленням можна робити за допомогою датчиків присутності і денного світла. Вимикачів більше не потрібно, коли автоматика включає в потрібні місця світло та вимикає, коли нікого більше немає в приміщенні. Останнім часом в ЄС робили багато проектів там, де енергоспоживання дуже велике як, на приклад, в лікарнях та офісах.
- iDim: это новая революционная DALI-концепция по энергосбережению, как iPhone в смартфонах !!!
- iDim — Do You?

### ЗВИЧАЙНЕ ОСВІТЛЕННЯ
- EL-s ЕПРА найбільш енергозберігаючі та допомагають збільшити термін служби ламп
- EL-ngn ЕПРА енергозберігаючі і допомагають в охороні навколишнього середовища.
- EL-TCs ЕПРА для компактних ламп стали дуже попульярнимі відразу після того, як вони з'явилися на ринку навесні 2007 року
- L40A-L один із самих популярних баластів у Європі. Він дуже міцний і простий в обслуговуванні для ламп 18Вт і 36Вт.
- L36A-TK прийшов на ринок ЄС замість L40A-L. Він відповідає вимогам B2-класу з енергозбереження.
- Баласти для газорозрядних ламп фірми Хелвар дуже міцні та прості в обслуговуванні. За допомогою них освітлена, на приклад, Третя кільцева дорога Москви.

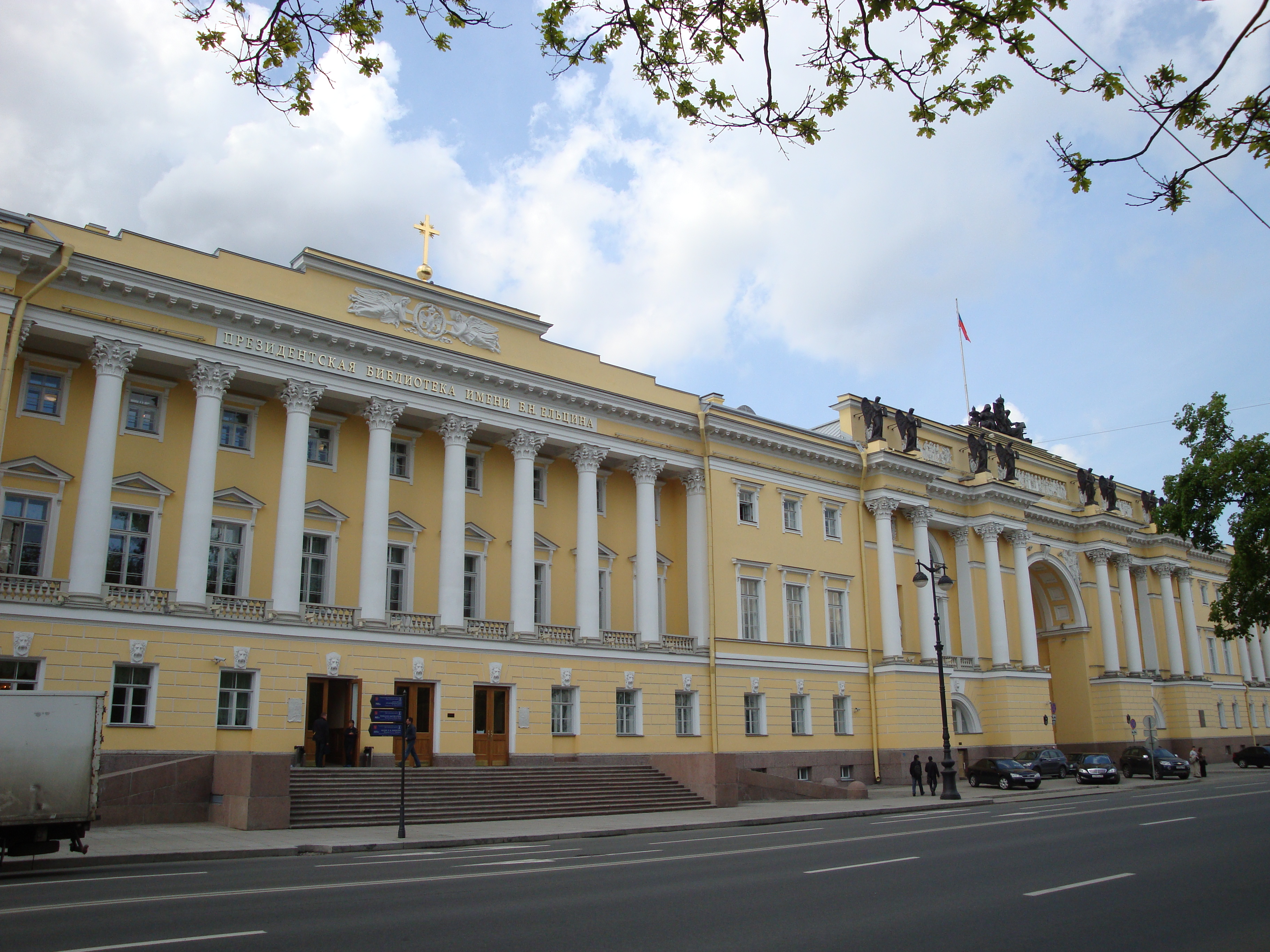
Президентська бібліотека

## Цікаві проекти
- 2009 — Digidim Система: Президентська бібліотека імені Б. Н. Єльцина в Санкт-Петербурзі. Колишня будівля Сенату та Синоду. У бібліотеці російська література останніх століть в електронному вигляді.
- 2009 — Imagine Система: Dubai Mall — найбільший у світі торговий комплекс, частина Burj Dubai, найвищої будівлі у світі (Дубаї, ОАЕ). У комплексі 1200 магазинів, SEGA-лунапарк, Дубаї-акваріум (33.000 морських тварин), готель категорії люкс та льодова арена вищої категорії
- 2009 — Digidim Система:: :East Bridge-бізнесцентр,  Москва. Повністю автоматизоване освітлення датчиками присутності, які керують також кондиціонуванням.

- 2008 — Digidim Рутер Система: Ozeanum — це найбільший акваріум підводного світу Балтійського, Північного морів та Північної Атлантики. м. Стралсунд, Німеччина
- 2008 — Digidim Рутер Система: Bocconi University, м. Мілан, Італія. Самий престижний університет Італії. Нова будівля університету був нагороджений премією «Будинок світу 2008 року» (World Building of the Year 2008)
- 2008 — Digidim Система: Malmö Arena, (Мальме Арена) м. Малме, Швеція. Багатофункціональна арена на 15000 глядачів. У ній влаштують хокейні матчі, концерти та інші заходи. «Malmö Redhawks» хокейна команда грає там.

- 2007 — Digidim Рутер Система: Кельнскій собор, м. Кельн, Німеччина. Третя по висоті церква у світі. Його будували з 1248 року по 1880 рік. Найвідоміша визначна пам'ятка Німеччини. У соборі 1000 джерел світла.
- 2007 — Digidim Рутер Система: «Ullevål Sykehus» (Уллевол лікарня, Університетська лікарня), м. Осло, Норвегія. Найбільша лікарня в Норвегії, 300.000 м 2. Нове освітлення і система керування освітленням зберігає 82% у порівнянні старою системою.
- 2007 — Digidim Рутер Система: «Verkatehdas», м. Хямеенлінна у Фінляндії. Колишня швейна фабрика, яку перетворили на культурний  та конгрессцентр. У приміщеннях тепер Міський театр, Музей мистецтв, Мінітеатр і ARX — центр дитячої та молодіжної культури.
- 2007 — Digidim Рутер Система: «Meridian Building», м. Веллінгтон, Нова Зеландія. Отримав від Ради зелених будівель Нової Зеландії премію «Найкращий новий будинок в Новій Зеландії» через його  енергоефективність.

- 2006 — Imagine Система: Freedom of the Seas («Свобода морів») — найбільше у світі по тоннажу та кількості пасажирів круїзне судно. 4370 пасажирських місць. У судні аквапарк, ковзанка і стіна для скелелазіння та театр. Royal Caribbean International-круїзна компанія.
- 2006 — Imagine Система в павільйоні Атоміум(Брюссель, Бельгія) — одна з визначних пам'яток столиці Європейського Співтовариства.

- 2005 — компоненти для світильників САРОС: Саяно-Шушенска гідроелектростанція — на річці Єнісей, у Хакасія. Найпотужніша електростанція в Росії. Потужність ГЕС — 6400 МВт.

- 2004 — Imagine Система: Queen Mary 2  («Королева Марія 2») — найбільший океанський лайнер у світі. 2620 пасажирських місць. Перший і єдиний планетарій на море (на 150 осіб). «Royal Court Theatre», театр на 1.200 місць. Найбільший бальний зал на морі. Cunard Line-круїзна компанія.

- Інші цікаві проекти за останні роки:
- Музей: Ермітаж (Санкт-Петербург), Музей тенісу в Уїмблдоні (Лондон)
- Парламент Німеччини в Берліні

## Цікаві факти

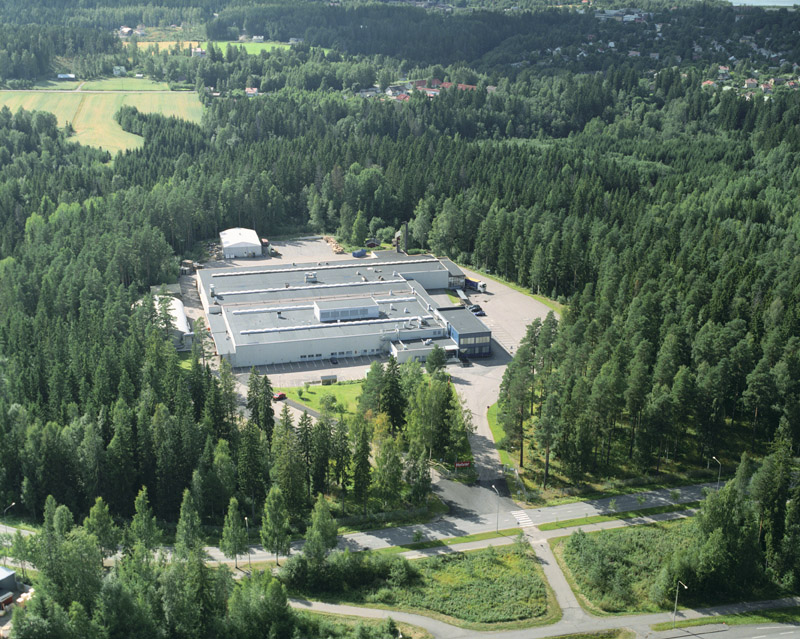
Helvar головний офіс і завод в Фінляндії

- Helvar можна вважати найважливішим постачальником систем керування освітленням для круйзних лайнерів у світі так, як у Фінляндії декілька верфей, на яких виготовляють найбільші лайнери.
- У 2004 році найбільшим проектом Helvar у Швеції була Лютеранська церква, яка обладанала системами керування освітленням багато церков. Правильне освітлення та світлові сценарії дуже важливі для проведення різних служб (весілля, хрещення та інше.)
- Останні роки в Європі в багатьох школах, лікарнях та офісах старе освітлення замінюють новими системами керування, завдяки чому досягається енергозбереження від 60% до 82%. Це відбувається через законодавство ЄС. Виробники світильників і компонентів для світильників створили організацію (CELMA). Ця організація впливає на законодавство енергозбереження в ЄС.